# Anectropis semifascia
Anectropis semifascia là một loài bướm đêm trong họ Geometridae.

## Hình ảnh

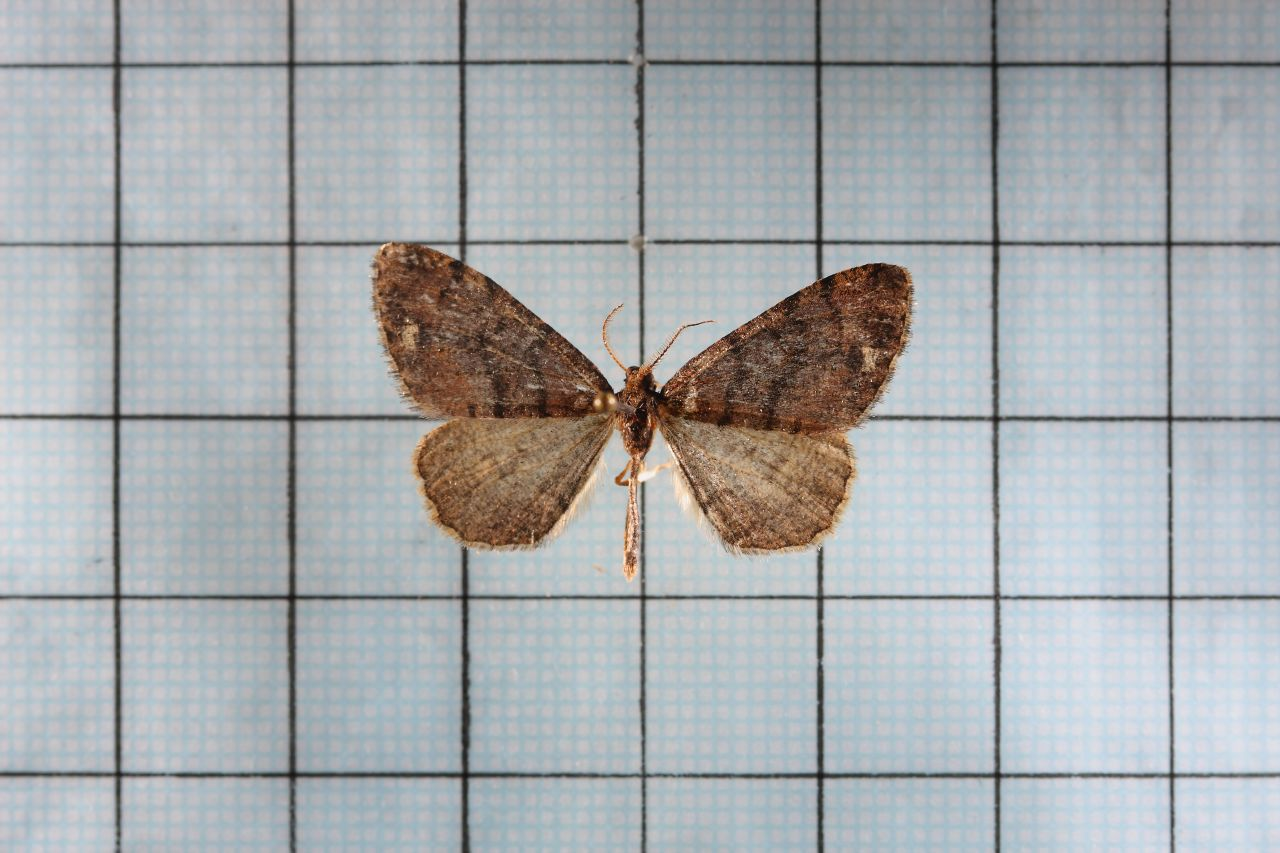
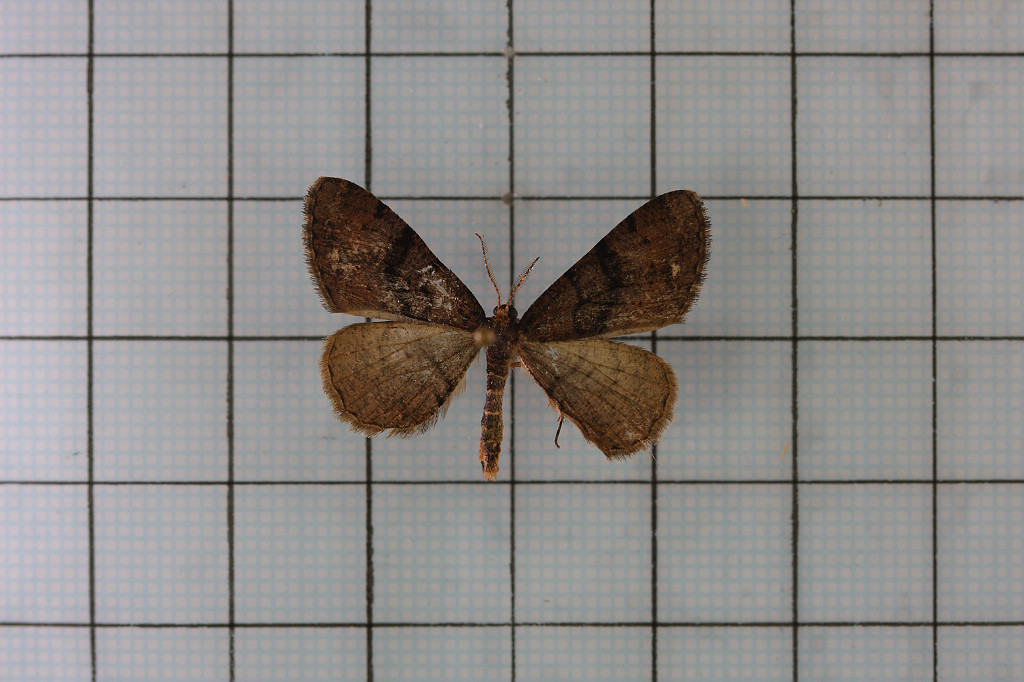